# Pływanie na Letnich Igrzyskach Olimpijskich 1964 – 200 m stylem klasycznym mężczyzn
200 m stylem klasycznym mężczyzn – jedna z konkurencji pływackich rozgrywanych podczas XVIII Igrzysk Olimpijskich w Tokio. Eliminacje odbyły się 13 października, półfinały 14 października, a finał 15 października 1964 roku.
Na półmetku wyścigu, z sekundową przewagą prowadził reprezentant ZSRR Heorhij Prokopenko, ale drugą część dystansu lepiej pokonał Australijczyk Ian O’Brien, który czasem 2:27,8 pobił rekord świata. Srebrny medal zdobył Prokopenko (2:28,2), a brąz były rekordzista świata Chet Jastremski ze Stanów Zjednoczonych (2:29,6).
Wcześniej, w eliminacjach rekord olimpijski ustanawiali kolejno: Ian O’Brien (2:31,4) i Niemiec Egon Henninger (2:30,1). O’Brien poprawił jeszcze rekord w półfinale, uzyskawszy czas 2:28,7.

## Rekordy
Przed zawodami rekord świata i rekord olimpijski wyglądały następująco:
| Rekord            | Zawodnik        | Czas   | Miejsce   | Data             |
| ----------------- | --------------- | ------ | --------- | ---------------- |
| Rekord świata     | Chet Jastremski | 2:28,2 | Nowy Jork | 30 sierpnia 1964 |
| Rekord olimpijski | Bill Mulliken   | 2:37,4 | Rzym      | 30 sierpnia 1960 |

W trakcie zawodów ustanowiono następujące rekordy:
| Data            | Etap konkurencji      | Zawodnik       | Czas   | Rekord |
| --------------- | --------------------- | -------------- | ------ | ------ |
| 13 października | wyścig eliminacyjny 1 | Ian O’Brien    | 2:31,4 | OR     |
| 13 października | wyścig eliminacyjny 2 | Egon Henninger | 2:30,1 | OR     |
| 14 października | półfinał 2            | Ian O’Brien    | 2:28,7 | OR     |
| 15 października | finał                 | Ian O’Brien    | 2:27,8 | WR     |

## Wyniki

### Eliminacje
| Miejsce | Wyścig | Zawodnik              | Państwo                       | Czas     | Uwagi |
| ------- | ------ | --------------------- | ----------------------------- | -------- | ----- |
| 1.      | 2      | Egon Henninger        | Wspólna Reprezentacja Niemiec | 2:30,1   | Q,    |
| 2.      | 2      | Heorhij Prokopenko    | ZSRR                          | 2:30,3   | Q     |
| 3.      | 5      | Chet Jastremski       | Stany Zjednoczone             | 2:30,5   | Q     |
| 4.      | 1      | Ian O’Brien           | Australia                     | 2:31,4   | Q     |
| 5.      | 3      | Wayne Anderson        | Stany Zjednoczone             | 2:31,5   | Q     |
| 6.      | 5      | Yoshiaki Shikishi     | Japonia                       | 2:32,3   | Q     |
| 7.      | 1      | Tom Trethewey         | Stany Zjednoczone             | 2:33,4   | Q     |
| 8.      | 4      | Kenjiro Matsumoto     | Japonia                       | 2:33,8   | Q     |
| 9.      | 3      | Osamu Tsurumine       | Japonia                       | 2:34,1   | Q     |
| 10.     | 4      | Władimir Kosinski     | ZSRR                          | 2:35,6   | Q     |
| 11.     | 4      | Willi Messner         | Wspólna Reprezentacja Niemiec | 2:36,0   | Q     |
| 12.     | 4      | Neil Nicholson        | Wielka Brytania               | 2:36,6   | Q     |
| 13.     | 1      | Klaus Katzur          | Wspólna Reprezentacja Niemiec | 2:36,7   | Q     |
| 14.     | 5      | Aleksandr Tutakajew   | ZSRR                          | 2:36,9   | Q     |
| 15.     | 2      | Ferenc Lenkei         | Węgry                         | 2:38,6   | Q     |
| 16.     | 5      | John Oravainen        | Australia                     | 2:38,7   | Q     |
| 17.     | 2      | Peter Tonkin          | Australia                     | 2:39,3   |       |
| 18.     | 5      | Nazario Padrón        | Hiszpania                     | 2:40,5   |       |
| 19.     | 4      | Gerszon Szefa         | Izrael                        | 2:40,6   |       |
| 20.     | 2      | Hemmie Vriens         | Holandia                      | 2:40,8   |       |
| 21.     | 4      | Cesare Caramelli      | Włochy                        | 2:40,9   |       |
| 22.     | 3      | Rolando Landrito      | Filipiny                      | 2:41,9   |       |
| 23.     | 3      | Gian Corrado Gross    | Włochy                        | 2:42,8   |       |
| 24.     | 2      | Amman Jalmaani        | Filipiny                      | 2:44,7   |       |
| 25.     | 1      | Farid Zablith Filho   | Brazylia                      | 2:45,2   |       |
| 26.     | 5      | Rudolf Brack          | Szwajcaria                    | 2:46,0   |       |
| 27.     | 5      | Cheah Tong Kim        | Malezja                       | 2:46,2   |       |
| 28.     | 1      | Wieger Mensonides     | Holandia                      | 2:47,4   |       |
| 29.     | 3      | Jin Jang-rim          | Korea Południowa              | 2:48,6   |       |
| 30.     | 5      | Charles Fox           | Rodezja Północna              | 2:49,1   |       |
| 31.     | 4      | Miguel Angel Navarro  | Argentyna                     | 2:49,7   |       |
| 32.     | 1      | Huỳnh Văn Hải         | Wietnam Południowy            | 2:51,6   |       |
| 33.     | 2      | Elliot Chenaux        | Portoryko                     | 2:52,5   |       |
| 34. !   | 1      | Costantino Dennerlein | Włochy                        | 9:99,9 ! | DNS   |
| 34. !   | 3      | Virayuth Klumbanjong  | Tajlandia                     | 9:99,9 ! | DNS   |

### Półfinały

#### Półfinał 1
| Miejsce | Tor | Zawodnik        | Państwo                       | Czas   | Uwagi |
| ------- | --- | --------------- | ----------------------------- | ------ | ----- |
| 1.      | 5   | Chet Jastremski | Stany Zjednoczone             | 2:32,1 | Q     |
| 2.      | 3   | Wayne Anderson  | Stany Zjednoczone             | 2:32,6 | Q     |
| 3.      | 4   | Egon Henninger  | Wspólna Reprezentacja Niemiec | 2:33,3 | Q     |
| 4.      | 2   | Osamu Tsurumine | Japonia                       | 2:33,3 | Q     |
| 5.      | 6   | Tom Trethewey   | Stany Zjednoczone             | 2:34,5 |       |
| 6.      | 7   | Willi Messner   | Wspólna Reprezentacja Niemiec | 2:35,5 |       |
| 7.      | 1   | Klaus Katzur    | Wspólna Reprezentacja Niemiec | 2:37,3 |       |
| 8.      | 8   | Ferenc Lenkei   | Węgry                         | 2:37,5 |       |

#### Półfinał 2
| Miejsce | Tor | Zawodnik            | Państwo         | Czas   | Uwagi |
| ------- | --- | ------------------- | --------------- | ------ | ----- |
| 1.      | 5   | Ian O’Brien         | Australia       | 2:28,7 | Q,    |
| 2.      | 4   | Heorhij Prokopenko  | ZSRR            | 2:29,7 | Q     |
| 3.      | 1   | Aleksandr Tutakajew | ZSRR            | 2:30,5 | Q     |
| 4.      | 2   | Władimir Kosinski   | ZSRR            | 2:33,5 | Q     |
| 5.      | 6   | Kenjiro Matsumoto   | Japonia         | 2:34,3 |       |
| 6.      | 3   | Yoshiaki Shikishi   | Japonia         | 2:34,5 |       |
| 7.      | 8   | John Oravainen      | Australia       | 2:39,6 |       |
| 8.      | 7   | Neil Nicholson      | Wielka Brytania | 2:39,9 |       |

### Finał
| Miejsce | Tor | Zawodnik            | Państwo                       | Czas   | Uwagi |
| ------- | --- | ------------------- | ----------------------------- | ------ | ----- |
| 1. !    | 4   | Ian O’Brien         | Australia                     | 2:27,8 | WR    |
| 2. !    | 5   | Heorhij Prokopenko  | ZSRR                          | 2:28,2 |       |
| 3. !    | 6   | Chet Jastremski     | Stany Zjednoczone             | 2:29,6 |       |
| 4.      | 3   | Aleksandr Tutakajew | ZSRR                          | 2:31,0 |       |
| 5.      | 7   | Egon Henninger      | Wspólna Reprezentacja Niemiec | 2:31,1 |       |
| 6.      | 1   | Osamu Tsurumine     | Japonia                       | 2:33,6 |       |
| 7.      | 2   | Wayne Anderson      | Stany Zjednoczone             | 2:35,0 |       |
| 8.      | 8   | Władimir Kosinski   | ZSRR                          | 2:38,1 |       |